# ذی یعمد (یمن)
 ذی یعمد  روستای کوچکی در ناحیهٔ (الدُمُلکُوه)، و (مخلاف الصّلُو) در قضاء الحجریة، از توابع استا مَحویت در کشور یمن در شبه جزیره عربستان است. 

## جمعیت
جمعیت آن (۹۵ ) نفر (۴ خانوار) می‌باشد.